# Bonde da Stronda
I Bonde da Stronda sono un gruppo di hip hop fondato a Rio de Janeiro nel 2006 da Mr. Thug e Léo Stronda. Hanno pubblicato cinque album in studio e uno autoprodotto..

## Storia
La Bonde da Stronda, formata inizialmente da Mr. Thug, Léo Stronda, Mc Night e Mc Cot, ha esordito nel 2006 con una registrazione casalinga e l'uscita indipendente di canzoni su Internet. Nel 2007 Mc Cot ha deciso di lasciare il gruppo. Nel 2008 pubblicarono il loro primo album indipendente Stronda Style, dopo il quale anche Mc Night decise di lasciare il gruppo.
Nel 2009 pubblicarono un remake del brano Tic Tic Nervoso di Kid Vinil che venne utilizzato nella colonna sonora della telenovela Malhação trasmessa da Rede Globo. Nel 2009 rilasciarono l'album Nova Era da Stronda e nel 2011 il loro CD A Profecia(La Profezia). Nel 2012 hanno pubblicato il loro nuovo mixtape Corporação. Il 13 luglio 2012, hanno diffuso il videoclip Tem que Respeitar che vedeva la collaborazione con Dudu Nobre. Il 4 ottobre 2012 venne pubblicato il videoclip Zika do Bagui.
Nel 2023 Leo Stronda si converte al cristianesimo e abbandona il gruppo, che si scioglie.

## Formazione

### Formazione
- Mr.Thug (2006-2023)
- Léo Stronda (2006-2023)

### Ex componenti
- Mc Night (2006-2008)
- Mc Cot (2006-2007)

## Discografia

### Album
- 2008 - Stronda Style
- 2009 - Nova Era da Stronda
- 2011 - A Profecia
- 2012 - Corporação
- 2013 - Feito pras Damas
- 2013 - O Lado Certo da Vida Certa

## Video musicali
- 2009 - Tic Tic Nervoso
- 2010 - Playsson Raiz
- 2010 - Mansão Thug Stronda - (feat. Mr. Catra)
- 2011 - Tudo Pra Mim - (feat. Babí Hainni)
- 2011 - Hell De Janeiro -  (feat. Leleco 22)
- 2011 - Esbórnia e Álcool -
- 2012 - Tem Que Respeitar - (feat. Dudu Nobre)
- 2012 - Zika do Bagui - (feat. Pollo)